# Sandra Sanabria
Sandra Milena Sanabria-Barrera (San Gil, Santander, Colombia, 1982) es una bacterióloga colombiana a la cual la Society for Free Radical Biology la ha galardonado dos veces con el premio Travel Award por sus aportes para tratar el cáncer de seno triple negativo, uno de los tipos de cáncer de mama más agresivos del mundo por su forma de propagarse por las células sanas de los pacientes, lo que hace muy difícil su tratamiento.

## Trayectoria
Estudió bacteriología y laboratorio clínico en la Universidad Industrial de Santander – UIS, en la Universidad Nacional de Singapur realizó su especialización médica en tejidos humanos y en la Universidad del Valle hizo su doctorado en Ciencias Biomédicas.  Actualmente es la Directora técnico-científica del Banco de Tejidos de la Fundación Cardiovascular de Colombia, también ejerce como Directora en Innovación y Desarrollo Tecnológico de la misma.
Como parte de su tesis doctoral en Ciencias Biomédicas de la Universidad del Valle, inició en el 2014 sus investigaciones sobre los efectos del compuesto Mito-SG1 en las células triple negativo al atacar las mitocondrias, encargada de brindar energía a la célula para vivir.
El compuesto Mito-SG1 fue creado y patentado por el Dr. Marco López Casillas, quien fue su director de la tesis de doctorado. El resultado de la investigación demostró que con el compuesto, las células cancerígenas tipo triple negativo mueren por una condición llamada apoptosis.

## Premios y reconocimientos
- Travel Award, Awards for Young Investigators (2017)[3]
- Travel Award, SEAHORSE BIOSCIENCE (2015)[4]
- Beneficiaria de beca para doctorados nacionales, Departamento Administrativo de Ciencia, Tecnología e Innovación (Colciencias) (2012).[4]

## Publicaciones
- Sanabria, M.; Sánchez, L.; López, M.; González, L. (2018). «Soluble Fms-Like Tyrosine Kinase-1 Alters Cellular Metabolism and Mitochondrial Bioenergetics in Preeclampsia». Frontiers In Physiology (en inglés) (Estados Unidos) 9 (83): 1-13. ISSN 1664-042X. doi:10.3389/fphys.2018.00083.
- Sanabria, M.; López, M. (2015). «Targeting Triple-Negative Breast Cancer Metabolism and Bioenergetics by Mitochondria-Targeted SG-1 Nitroxide (Mito-SG1)». Free Radical Biology And Medicine (en inglés) (Estados Unidos: Pergamon Press) 87: 72. ISSN 0891-5849. doi:10.1016/j.freeradbiomed.2015.10.190.
- Sanabria, M.; Sánchez, L.; Hardy, M.; Ouari, O.; López, M. (2015). «Terapias selectivas contra cáncer hepático y de seno, dirigidas a la bioenergética mitocondrial». Sup. 1. Innovaciencia (Facultad de Ciencias Exactas Físicas y Naturales - Universidad de Santander) 3 (1): 8-9.